# Пам'ятник Чокану Валіханову (Кокшетау)
Пам'ятник Чокану Валіханова (каз. Шоқан Уәлиханов ескерткіші) — пам'ятник Чокану Валіханову в казахстанському місті Кокшетау. Установлено в 1971 році. Автори пам'ятника: скульптор Т. Досмагамбетов, архітектор К. Абдалієв.
Спочатку пам'ятник було встановлено на перетині вулиць Радянської та Куйбишева, потім перенесено на вул. Шкільну поряд із міським акиматом. Домінує в навколишньому просторі. Пам'ятник Чокану Валіханову є пам'яткою історії республіканського значення і перебуває під захистом держави (з 26 січня 1982 року).
Композиція пам'ятника вирішена у класичних традиціях — постать у зріст, установлена на високому постаменті, зображена у русі, у руці — сувій рукописів.

## Історія створення
Молодий скульптор Тулеген Досмагамбетов звернувся до образу вченого та просвітителя Чокана Валіханова, беручи участь у конкурсі створення пам'ятника в Алмати. Досмагамбетов створив два варіанти пам'ятника (зобразивши Валіханова таким, що сидить і стоїть), але обидва вони виявилися надто камерними і не вписалися в навколишню місцевість. У результаті в конкурсі на пам'ятник в Алмати переміг проект Х. Науризбаєва, а пам'ятник авторства Досмагамбетова був установлений у Кокчетаві.
Для відливання фігури скульптор вирушив до Ленінграда, де показав макет своєму вчителю М. Анікушину і заслужив на його схвалення. На думку мистецтвознавців у роботі Досмагамбетова простежується вплив ленінградської скульптурної школи.

## Опис пам'ятника
Фігура Чокана Валіханова виконана з бронзи, її висота 4,6 м, загальна висота пам'ятника понад 9 метрів. Постамент бетонний, фанерований чорними гранітними плитами, вертикальна вісь бічних граней виділена орнаментальними смугами. Висота постаменту 4,6 м, розміри у перерізі 1,5×1,5 м. На лицьовій грані постаменту нагорі на горизонтальному пояску напис: каз. «Шоқан Шыңғысұлы Уәлиханов». Основа постаменту розмірами 5×5 м викладена полірованими гранітними плитами. Територія навколо пам'ятника упорядкована, облаштовані квітники.